# Clémence Desgranges
Pour les articles homonymes, voir Desgranges.
Joséphine Clémence Lecarpentier, veuve Desgranges dite Gisette Desgranges puis Clémence d'Ennery, née le 29 août 1823 dans l'ancien 5e arrondissement de Paris et morte le 7 septembre 1898 dans le 16e arrondissement de Paris, est une actrice et collectionneuse française, fondatrice du musée d'Ennery.

## Biographie
Elle est la fille de Armand Louis François Lecarpentier (25 décembre 1790-?), chef d'escadron de cavalerie) et de Joséphine Amable Cousteau de la Barrère (5 juin 1787- 2 janvier 1862), une collectionneuse de porcelaines et de boites en laques. 
Elle vit séparée de son mari, Charles-François Xavier Desgranges, installé en Algérie et devient veuve le 29 juillet 1880. Elle peut ainsi légitimer son union avec Adolphe d'Ennery dès l'expiration du délai de viduité de trois cents jours, le 30 mai 1881. Les témoins du mariage sont Félix Duquesnel, Louis Poupart-Davyl, Achille Debacker et Jules Verne.
Clémence d'Ennery est célèbre pour avoir collecté de nombreux objets d'art d'Extrême-Orient que le couple léguera à l’État, collections qui forment le musée d'Ennery,.  À l'occasion de son inauguration le 27 mai 1908 par Gaston Doumergue, alors ministre de l'Instruction Publique, le critique d'art Marius Vachon écrit que « Madame d'Ennery s'attachait toujours à acquérir la pièce dans laquelle l'imagination la plus audacieuse, la plus débridée, la plus truculente, s'est donné libre carrière pour créer l'original, le bizarre, l'étrange, l'excentrique, et surtout l'imprévu ».
Elle meurt le 7 septembre 1898 d'une pneumonie. 
Les plaidoiries rédigées lors du procès qui a eu lieu à l'occasion de la contestation du dernier testament d'Adolphe d'Ennery donnent de précieuses indications sur sa personnalité et sur son monde. 

## Filmographie
- 2014 : Jérôme Prieur, Le Petit Musée de Clémence d'Ennery